# Lebanon (Nebraska)
Lebanon – wieś w Stanach Zjednoczonych, w stanie Nebraska, w hrabstwie Red Willow.